# Панталей Делев
Панталей Делев (изписване до 1945 година: Панталей Дѣлевъ) е български фотограф в Горна Джумая в първата половинана на XX век.

## Биография
Роден е в 1891 година в дебърското село Росоки. Завършва IV отделение. Занимава се с фотография. При избухването на Балканската война в 1912 година е доброволец в Македоно-одринското опълчение и служи в III рота на VII кумановска дружина. След като родният му край попада в Сърбия, Делев емигрира в Свободна България и около 1927 година се установява в Горна Джумая. Там той отваря фотографско ателие след Тодор Божиков. Ателието му, „Фото Делев“ е разположено до пресечката на улиците „Пере Тошев“ и „Тодор Александров“. Борис Керемидчиев пише за него: „Той беше... улегнал човек, малко тромав на вид, но много добър майстор“.